# Metallochlora tetralopha
Metallochlora tetralopha là một loài bướm đêm trong họ Geometridae.